# Вьера, Ондино
Онди́но Вье́ра (исп. Ondino Leonel Viera Palaserez; 10 сентября 1901 или 15 июня 1901, Серро-Ларго — 27 июня 1997, Монтевидео) — уругвайский футбольный тренер. Известен по работе с уругвайскими, бразильскими, аргентинскими и парагвайскими клубами. Выигрывал чемпионаты Уругвая, Аргентины, Парагвая, Лигу Кариоку и Лигу Минейро. Возглавлял сборную Уругвая на чемпионате мира 1966 года.

## Биография
Ондино Вьера родился в департаменте Серро-Ларго в 1901 году. Он начал заниматься футболом в возрасте 6 лет, в тот период, когда этот вид спорта бурно развивался во всей стране. На футбол его привёл отец. Ондино выступал за провинциальные команды в 1920-е годы, так никогда и не сумев пробиться в команды мастеров. Довольно рано (в 27 лет) начал тренерскую карьеру — в 1928 году он возглавил сборную департамента Серро-Ларго. Затем Вьера перешёл в «Насьональ» и в 1930 году возглавил этот один из сильнейших уругвайских клубов. В 1933 году Ондино сумел выиграть с «Трёхцветными» свой первый чемпионский титул.
В 1936—1937 годах Вьера дважды приводил аргентинский «Ривер Плейт» к победам в чемпионате, работая вместе с венгром Эмерихом (Эмерико) Хиршлем. База, заложенная уругвайским и венгерским специалистами, позволила впоследствии родиться одной из величайших команд в истории мирового футбола — легендарной «Ла-Макине» 1940-х годов.
После триумфа с «Ривером» Вьера на протяжении 17 лет тренировал сильнейшие бразильские клубы — «Флуминенсе», «Васко да Гама», «Ботафого», «Палмейрас», «Атлетико Минейро», а также «Бангу». С «Флу» он трижды выигрывал чемпионат Гуанабары (ныне — штат Рио-де-Жанейро), с «Васко» — ещё один раз, с «Атлетико Минейро» — два первенства штата Минас-Жерайс.
В 1955 году Вьера вернулся на родину и сразу же выиграл с «Насьоналем» чемпионат Уругвая. Он тренировал эту команду до 1960 году и завоевал ещё два чемпионских титула. В 1963—1964 гг. Вьера возглавлял асунсьонский «Гуарани», с которым выиграл чемпионат Парагвая в 1964 году. Параллельно, в 1963 году уругваец возглавлял сборную Парагвая.
В 1965 году, после краткого пребывания в «Серро», Вьера был назначен тренером сборной Уругвая, которую повёз на чемпионат мира 1966 года. Несмотря на довольно яркую игру и хороший подбор исполнителей, уругвайцы не сумели пробиться в число полуфиналистов, крупно уступив в 1/4 финала сборной ФРГ (0:4).
Незадолго до начала домашнего чемпионата Южной Америки в 1967 году сборную Уругвая возглавил Хуан Карлос Корассо, а Вьера отправился в Бразилию, где недолго тренировал «Бангу». В 1969 году тренировал аргентинский «Колон», а последними командами в тренерской карьере Ондино Вьеры стали столичные «Ливерпуль» и «Пеньяроль» в 1972 году.

Другие страны имеют свою историю, Уругвай — только свой футбол.— Ондино Вьера, 
Вьера оказал большое влияние на мировой футбол. За несколько лет до того, как бразильцы удивили футбольную общественность на Мундиале 1958 года тактическим построением 4-2-4 (с оттягивающимися назад, в линию полузащиты, нападающими), Вьера начал использовать его, работая с бразильскими командами. Наработки Вьеры впоследствии использовал Висенте Феола, сделавший сборную Бразилии чемпионом мира.
Сын Ондино, Мильтон Вьера (род. 11 мая 1946), был полузащитником сборной Уругвая, выступал на чемпионате мира 1966 года, а также за такие клубы, как «Насьональ», «Бока Хуниорс», «Пеньяроль», «Олимпиакос» и АЕК.

## Тренерские титулы
- Чемпион Уругвая (4): 1933, 1955, 1956, 1957
- Чемпион Аргентины (2): 1936, 1937
- Чемпион Парагвая (1): 1964
- Чемпион штата Рио-де-Жанейро (4): 1938, 1940, 1941, 1945
- Чемпион штата Минас-Жерайс (2): 1954, 1955